# Thorndale (Teksas)
Thorndale je grad u američkoj saveznoj državi Teksas. Prema popisu stanovništva iz 2010. u njemu je živjelo 1.336 stanovnika.